# Perizoma illepida
Perizoma illepida är en fjärilsart som beskrevs av Inoue 1955. Perizoma illepida ingår i släktet Perizoma och familjen mätare. Inga underarter finns listade i Catalogue of Life.